# Kedungjati (Bukateja)
Kedungjati is een bestuurslaag in het regentschap Purbalingga van de provincie Midden-Java, Indonesië. Kedungjati telt 6423 inwoners (volkstelling 2010).